# Ehrenhöbarten
Ehrenhöbarten (früher auch Kleinhöbarten, Kleinheerwart oder Heerwart) ist eine Ortschaft und eine Katastralgemeinde der Gemeinde Schrems im Bezirk Gmünd in Niederösterreich mit 58 Einwohnern (Stand 1. Jänner 2024).

## Geografie
Das südöstlich von Schrems auf eine flachen Kuppe liegende Dorf wird über die Landesstraße L66 erschlossen, von der zwei Nebenstraßen in den Ort abzweigen. Im Süden fließt der Schwarzabach am Ort vorüber. Am 1. April 2020 umfasste die Ortschaft 27 Adressen.

## Siedlungsentwicklung
Zum Jahreswechsel 1979/1980 befanden sich in der Katastralgemeinde Ehrenhöbarten insgesamt 32 Bauflächen mit 12.255 m² und 12 Gärten auf 7.520 m², 1989/1990 waren es bereits 41 Bauflächen. 1999/2000 war die Zahl der Bauflächen auf 94 angewachsen und 2009/2010 waren es 49 Gebäude auf 96 Bauflächen.

## Geschichte
Die Einwohner waren zumeist Waldbauern, die als Ganzlehner mit 25 bis 30 Joch und als Halblehner mit 15 bis 20 Joch bestiftet waren und nach den Grundsätzen der Dreifelderwirtschaft vorgingen, berichtete Schweickhardt, aber deutlich mehr Einkommen aus der Viehzucht erzielten. Weiters wurde in fast jedem Haushalt die Weberei betrieben. Im Jahr 1822 wurde der Ort als Dorf mit 15 Häusern genannt, das nach Schrems eingepfarrt war, wohin auch die Kinder eingeschult wurden. Die Herrschaft Schrems besaß die Ortsobrigkeit, übte die Landgerichtsbarkeit aus, besorgte die Konskription und verfügte über sämtliche Untertanen und Grundholde. Laut Adressbuch von Österreich war im Jahr 1938 in Ehrenhöbarten ein Trafikant ansässig. Bis zur Eingemeindung nach Schrems war der Ort ein Teil der damaligen Gemeinde Niederschrems.

## Landwirtschaft
Die Katastralgemeinde ist landwirtschaftlich geprägt. 134 Hektar wurden zum Jahreswechsel 1979/1980 landwirtschaftlich genutzt und 33 Hektar waren forstwirtschaftlich geführte Waldflächen. 1999/2000 wurde auf 126 Hektar Landwirtschaft betrieben und 58 Hektar waren als forstwirtschaftlich genutzte Flächen ausgewiesen. Ende 2018 waren 121 Hektar als landwirtschaftliche Flächen genutzt und Forstwirtschaft wurde auf 60 Hektar betrieben. Die durchschnittliche Bodenklimazahl von Ehrenhöbarten beträgt 19,5 (Stand 2010).